# Palazzo delle Poste (Massa)
Il Palazzo delle Poste è situato tra viale Democrazia e viale Chiesa a Massa.

## Storia
L'area su cui sorge l'edificio postale era stata acquistata agli inizi del Novecento dal Comune di Massa che aveva redatto anche un progetto di costruzione, risultato poi inadeguato per la mancanza dei requisiti antisismici.
Nel 1929, l'erogazione da parte del ministero delle Comunicazioni di 100 milioni di lire per la costruzione o l'adattamento degli edifici postali e telegrafici sul suolo nazionale, costituisce la spinta decisiva alla realizzazione del fabbricato, che veniva a localizzarsi nell'area all'incrocio tra due viali appena realizzati e il viale XX Settembre a Nord, confinante con la proprietà Hotel Massa ad Est e con la proprietà Pellerani a Sud.
Il progetto venne redatto dall'arch. Angiolo Mazzoni nell'anno successivo e presentato in plastico al ministro Araldo di Crollalanza il 30 ottobre 1931; iniziati poco tempo dopo, i lavori si conclusero nel 1933 realizzando un edificio dotato dei più moderni impianti, tra cui quello di posta pneumatica.
Nel 1958 l'edificio è stato ampliato con l'aggiunta di un corpo sul retro, realizzato sulla preesistente autorimessa saturando in parte il cortile.
La costruzione della nuova ala ha portato alla demolizione dell'esedra semicircolare che concludeva il lungo salone sul retro del pian terreno, creando il cortiletto rettangolare interno con l'ingresso ai piani superiori.

## Descrizione

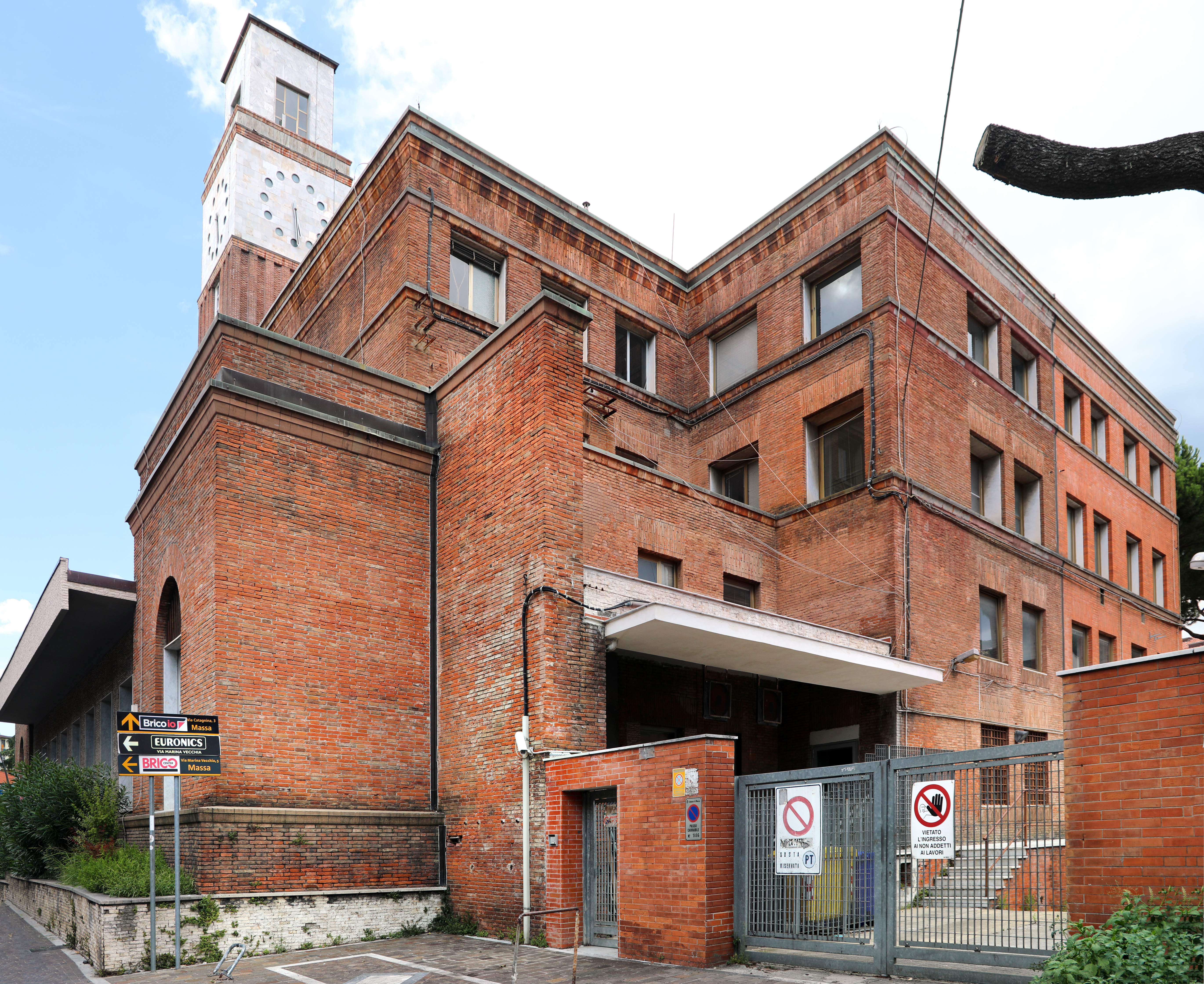
La parte posteriore

L'edificio occupa un intero isolato nel cuore del centro cittadino, vicinissima al palazzo Comunale, in angolo tra due direttrici di forte traffico, imponendosi per l'enorme volumetria, per il singolare rivestimento in laterizio e soprattutto per il segno distintivo della torre con l'orologio la quale, oltre a costituire il fulcro compositivo della costruzione, rappresenta anche un forte segnale urbano.

### Esterno

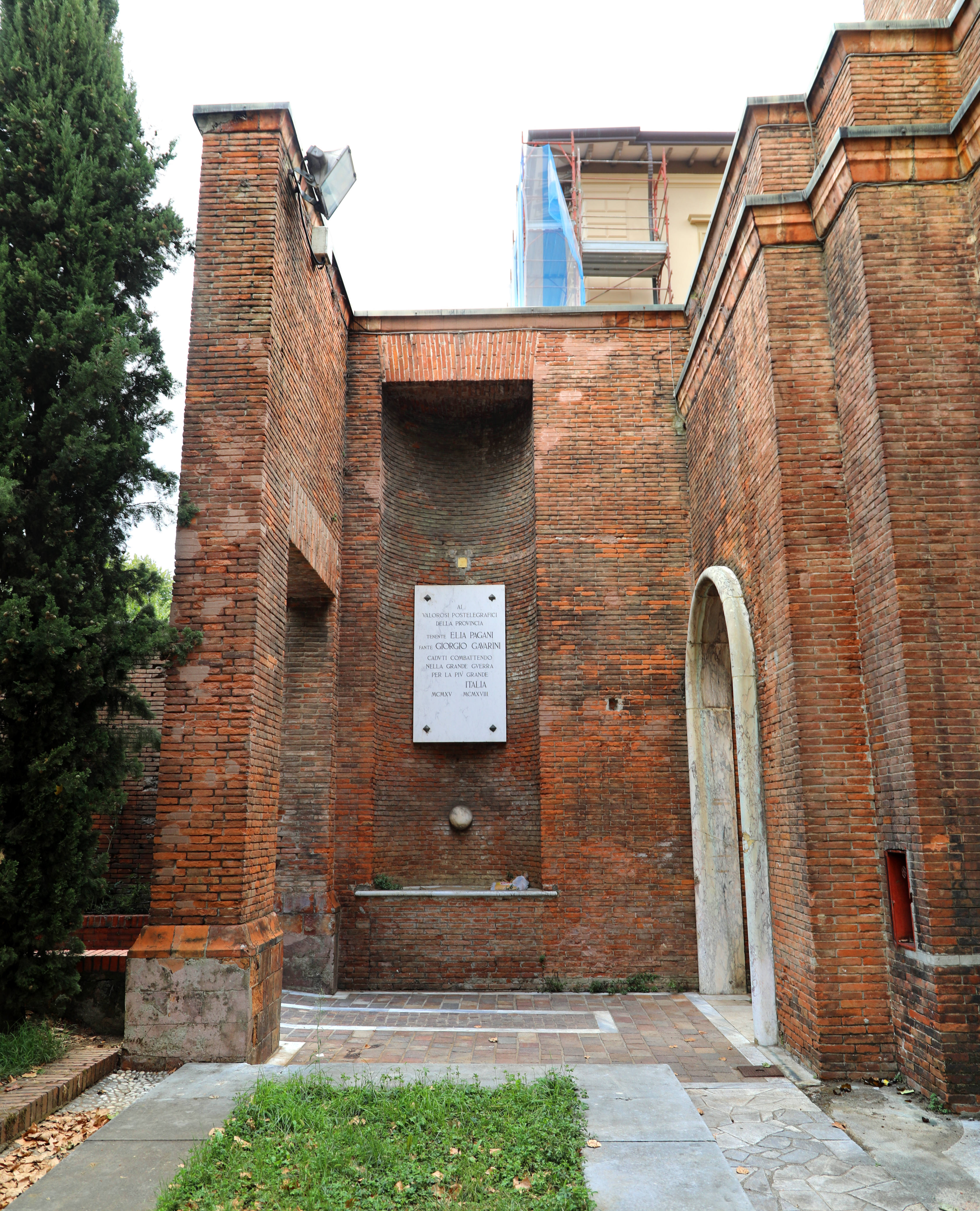
Passaggio

L'impianto planimetrico ad U si traduce in alzato in una aggregazione di volumi di diverse altezze raggruppati intorno alla torre e coperti in parte a terrazza - i due corpi angolati di ingresso, sotto la torre - e in parte a tetto.
Caratteristica principale della costruzione è il rivestimento in mattoni rossi, con rifiniture "a cuscino" in marmo bianco intorno alle aperture. Marmoreo è anche il rivestimento degli ultimi due settori della torre, segnata al centro delle pareti da una lunga vetrata verticale per l'illuminazione della scala interna. Rispetto ai corpi di fabbrica, il fusto della torre si distingue per la differente orditura del rivestimento in laterizio, arretrato per ornare il fusto stesso con lunghe scanalature verticali.
Lo spazio antistante gli ingressi, rialzato rispetto al piano stradale e - al centro del lato verso il viale Chiesa - ancora dotato di uno dei due pennoni portabandiera sostenuto da una base ovale in muratura, risulta pavimentato in pezzi di marmo levigato con giunti in cemento. È circondato da un largo marciapiede pavimentato in cotto e decorato da aiuole fiorite ed è stato recentemente dotato di una rampa per l'accesso dei portatori di handicap accostata al corpo di fabbrica lungo il viale Chiesa e a quest'ultimo collegata tramite la "porta" laterale che immette allo spazio di pertinenza dell'edificio e, mediante un'arcata, al retro dell'edificio stesso.
Dietro il corpo basso che fronteggia il viale Democrazia si eleva per altri tre piani il volume centrale del fabbricato, a cui si aggancia, sul retro, il corpo aggiunto negli anni cinquanta.
Il nuovo corpo di fabbrica consente il collegamento della preesistente autorimessa, accessibile dalla strada mediante una rampa, con il fabbricato principale; si compone del garage e dei piani scantinato, terreno, l'ammezzato, primo e secondo, quest'ultimo destinato originariamente ad alloggio per il direttore.
Sullo spazio di accesso, disposto nell'angolo aperto all'incrocio tra il viale Democrazie e il viale Chiesa, si aprono a sinistra il portale di accesso al telegrafo, due alte aperture ad arco alla base della torre e infine il portale d'ingresso al salone per il pubblico.

### Interno
Quest'ultimo, costituito da una lunga galleria ad L coperta a botte, con pareti ad encausto color pesca e pavimentazione in cotto con fasce di pietra serena, è illuminato sul lato lungo, prospiciente il viale Democrazia, da una fila di finestrature rettangolari che all'esterno appaiono ritagliate in un corpo basso, separato dal filo stradale da un muretto a fioriera e coperto dalla pensilina con la scritta Poste e Telegrafi in lettere di metallo, serrato tra due corpi quadrati leggermente più alti dotati di finestre ad arco.
L'ingresso ai piani superiori avviene sullo stretto cortile interno aperto sul retro, cui si accede tramite il passaggio comunicante con il viale Chiesa; subito dopo la "porta" architravata di accesso al retro, si trova una stretta nicchia ricavata nel muro di cinta, con una fontana e una lapide in onore dei postelegrafonici massesi caduti in guerra.
L'ingresso comunica a pian terreno con il retro-sportelleria; la scala di collegamento interno, alloggiata in un vano sul lato sinistro dell'ingresso stesso è a tre rampe rettilinee, rivestita in marmo colorato, con al centro la cabina ascensore. Al primo piano si trovano, fra gli altri, gli uffici della direzione, connotati dalla pavimentazione in marmo invece che in linoleum; al secondo piano altri uffici, la sala apparati e alcuni locali ancora destinati ad alloggio privato, pavimentati in graniglia.
Gli interni non conservano traccia dell'arredo originale e sono stati oggetto di una ristrutturazione generale, con la sostituzione delle pavimentazioni e la controsoffittatura di tutti gli ambienti.

## Fortuna critica

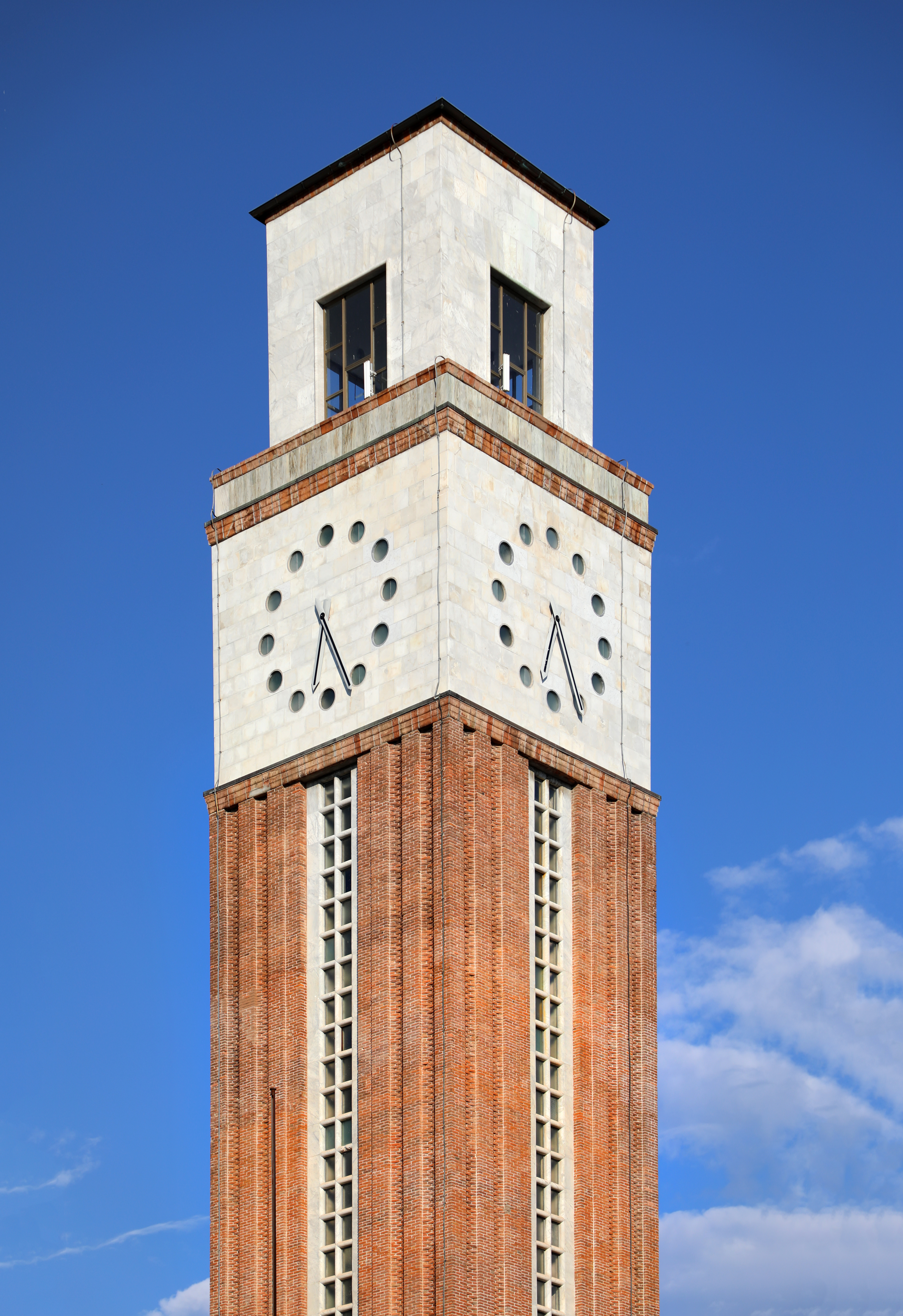
La torre dell'orologio

Nonostante gli entusiastici commenti della stampa locale, che lo indicava come una "bellissima costruzione stile Novecento, onusta di marmo" l'edificio tuttavia sembrava non soddisfare lo stesso progettista, che annotava la difficoltà di "incastrare il moderno in alcune parti"; parte della critica l'ha successivamente letto come un'opera "pesante e tradizionalista", in linea con i contemporanei fabbricati postali di Bergamo, Gorizia, Ferrara e La Spezia dove il "moderno" appare non tanto come un'esigenza quanto "un ingrediente necessario a riequilibrare un insieme troppo tradizionale".
Tale accordo fra "antico e moderno", conciliati grazie ad una "mente geniale ed autentica sensibilità di artista" appare invece per altri il maggior pregio dell'opera, la cui "equilibrata sintesi tra modernità e tradizione" ne fa "uno dei più significativi esempi di architettura pubblica della città".